# Köln (Schiff, 1961)
Die Köln war eine Fregatte der Bundesmarine und Typschiff der Köln-Klasse. Sie war das vierte Schiff mit Namen Köln (bzw. Cöln) in einer deutschen Marine. Namensvorgänger waren zwei Kleine Kreuzer der Kaiserlichen Marine aus den Jahren 1909 und 1918 und der Leichte Kreuzer Köln der Reichs- und späteren Kriegsmarine.

## Geschichte

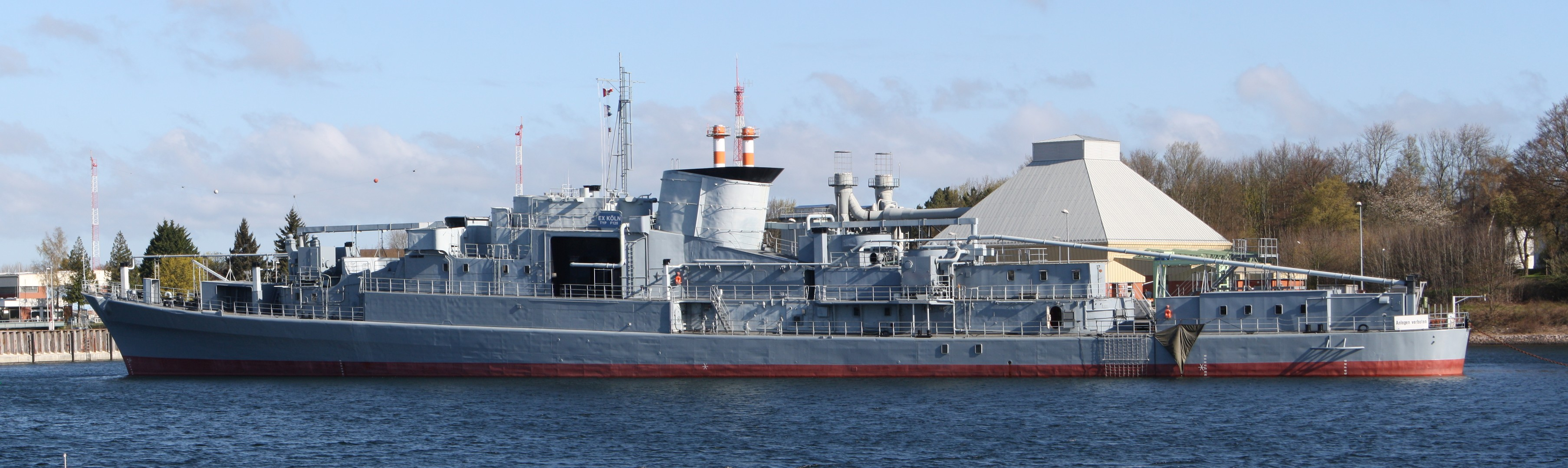
Ausbildungshulk ex Köln

Die Köln wurde am 21. Dezember 1957 auf der Werft von H.C. Stülcken Sohn in Hamburg-Steinwerder auf Kiel gelegt, der Stapellauf fand am 6. Dezember 1958 statt. Am 15. April 1961 wurde das Schiff von der Bundesmarine in Dienst gestellt. Sie wurde dem 2. Geleitgeschwader, später dem 2. Fregattengeschwader in Wilhelmshaven zugeteilt.
Nach 21 Jahren Einsatzzeit wurde die Fregatte am 17. Dezember 1982 in Wilhelmshaven außer Dienst gestellt und dort zunächst als Ersatzteillager verwendet.
Seit November 1989 wird sie als Ausbildungshulk ex Köln bei dem Einsatzausbildungszentrum Schadensabwehr Marine (EAZS) in Neustadt verwendet. Dort werden Besatzungen der seegehenden Einheiten der Marine in der Brandbekämpfung und der Leckabwehr geschult.

## Kommandanten
- Korvettenkapitän/Fregattenkapitän Helmut Meyer-Abich: von der Indienststellung im April 1961 bis September 1962
- Korvettenkapitän/Fregattenkapitän Heinz Haag: von Oktober 1962 bis Januar 1964
- Fregattenkapitän Gustav-Adolf Janssen: von Januar 1964 bis März 1965
- nicht besetzt, da Fregatte für einen Umbau außer Dienst gesetzt war: von April 1965 bis Februar 1967
- Fregattenkapitän Gerhard Behrens: von Februar 1967 bis September 1967
- Fregattenkapitän Otto Werth: von Oktober 1967 bis September 1969
- Fregattenkapitän Johannes Joas: von September 1969 bis April 1970
- Fregattenkapitän Werner Gröhe: von April 1970 bis April 1971
- reduzierte Besatzung: von April 1971 bis März 1972
- Fregattenkapitän Karl-Gerhard Döscher: von März 1972 bis September 1973
- Fregattenkapitän Klaus-Dieter Sievert: von September 1973 bis Juni 1975
- reduzierte Besatzung: von Juni 1975 bis Januar 1976
- Fregattenkapitän Karl-Heinz Reichert: von Januar 1976 bis Mai 1977
- Fregattenkapitän Erich Sehrbrock: von Mai 1977 bis Dezember 1978
- Fregattenkapitän Volker Hartmann: von Dezember 1978 bis Juli 1982
- Kapitänleutnant Jürgen Seidenstücker: von Juli 1982 bis zur Außerdienststellung im Dezember 1982 mit reduzierter Besatzung